# Марио Накић
Марио Накић (Београд, 14. јун 2001) српски је кошаркаш. Игра на позицијама крила и бека, а тренутно наступа за Партизан. Син је Ива Накића, некадашњег југословенског и хрватског кошаркаша.

## Каријера

### Клупска
Марио Накић је поникао у млађим категоријама Земуна и тамо се задржао до 2014. године. У сезони 2014/15. играо је за пионире Партизана. У септембру 2015. прикључио се млађим категоријама Реал Мадрида и одмах је изборио место у селекцији старијих кадета. Накић је предводио Реал до титуле победника Јуниорског турнира Евролиге за 2019. годину. Проглашен је и најкориснијим играчем тог издања турнира, а само у финалном мечу имао је индекс корисности 41 (33 поена, 8 скокова и 4 асистенције).
За сениорски А тим Реал Мадрида Накић је први пут заиграо 25. јуна 2018. године, на мечу против Гран Канарије. У јулу 2020. године потписао је двогодишњи уговор са белгијским Остендеом. Са овим клубом је освојио титулу првака Белгије и Куп у сезони 2020/21. Почетком августа 2021. године потписао је двогодишњи уговор са Андором.
Марио Накић је у августу 2022. године потписао за Игокеу. Две године касније прешао је у београдски Партизан.

### Репрезентативна
За репрезентацију Србије дебитовао је 21. фебруара 2025. године против Финске у квалификацијама за одлазак на Европско првенство 2025.

## Успеси

### Клупски
- Реал Мадрид:
  - Јуниорски турнир Евролиге (1): 2019.
- Остенде:
  - Првенство Белгије (1): 2020/21.
  - Куп Белгије (1): 2021.
- Игокеа:
  - Првенство Босне и Херцеговине (2): 2022/23, 2023/24.
  - Куп Босне и Херцеговине (1): 2023.
- Партизан:
  - Првенство Србије (1): 2024/25.
  - Јадранска лига (1): 2024/25.

### Појединачни
- Најкориснији играч Јуниорског турнира Евролиге (1): 2019.